# 塔琳·伍兹
塔琳·伍兹（英語：Taryn Woods，1975年8月12日—），澳大利亚前女子水球运动员。她曾代表澳大利亚国家队参加2000年夏季奥林匹克运动会水球比赛，获得一枚金牌。